# Esztramosi Felső-táró 2. sz. ürege
Az Esztramosi Felső-táró 2. sz. ürege Magyarország fokozottan védett barlangjai közül az egyik. Az Aggteleki Nemzeti Park területén található. A barlang az Aggteleki-karszt és a Szlovák-karszt többi barlangjával együtt 1995 óta a világörökség része. Az Esztramos-hegy fokozottan védett hat barlangja közül az egyik, a másik öt az Esztramosi Földvári Aladár-barlang, a Rákóczi 1. sz. barlang, a Rákóczi 2. sz. barlang, a Rákóczi 3. sz. barlang és a Rákóczi-oldaltáró barlangja.

## Leírás
Az Esztramos-hegyben található egyik, már nem művelt bányatáróból nyílik. A két bejáratú bányavágat az I. bányaszintről, 275 méter tengerszint feletti magasságból indul. A bányatáró és a barlang bejáratai le van zárva. A vágat bejáratától körülbelül 80 méterre van a 0,6×0,8 méteres bejárata, amely a mesterséges járat alján található, az oldalfal tövében. Középső triász, kristályos, világosszürke mészkőben keletkezett a függőleges kiterjedésű barlang. Karsztvízszint alatti oldódással jött létre. A meredeken emelkedő barlangjárat 23 méter magasságtól járhatatlanul szűk lesz. Ez a szűk hasadék megközelíti, a megfigyelt légmozgásból megállapítva, a kőbánya 10–12 méterrel magasabban fekvő felső udvarszintjét.
A hasadékszerű barlangra az üstös morfológiai elemek jellemzők. A barlang legfelső szakaszán limoniterekkel átszőtt és breccsás részek figyelhetők meg. A limoniterekkel átszőtt kőzet sejtes-kazettás boxwork szerkezetet képez. A mennyezet közeli részek kivételével a teljes falfelületén találhatók ásványkiválások. A képződmények főleg kalcit anyagúak. Találhatók benne kalcitlemezből álló álmennyezetek, szegfűkalcitok, nagy méretű cseppkőlefolyások, a lefolyásokon kialakult borsókövek, vékony, korallszerűen megnyúlt borsókövek, vastag ujjszerű borsókövek és a Magyarországon sokfelé elterjedt borsó alakú borsókövek, kifejlett kristály formájú, 3–4 centiméteres pátkristályok ritka, légteres változata és agancsszerű, áttetsző, akár 10–15 centiméter hosszú heliktitek, szinlők. Ez a legépebben megmaradt kristálypince jellegű barlangja a hegynek. A barlang az Aggteleki Nemzeti Park Igazgatóság engedélyével, tiszta ruhában, elektromos lámpa használatával és csak tudományos kutatás miatt látogatható.
A Tornaszentandráson található fokozottan védett öt barlang egyike, a másik négy a Rákóczi 1. sz. barlang, a Rákóczi 2. sz. barlang, a Rákóczi 3. sz. barlang és a Rákóczi-oldaltáró barlangja.
A barlang neve összetéveszthető az esztramosi, már elpusztult Felső 2. sz. barlang nevével. Előfordul a barlang az irodalmában Esztramos-hegyi felső táró 2.sz. barlang (Kraus 1995), Esztramosi Felső-táró 2.sz. barlangja (Kraus 2005), Esztramosi Felső Táró 2. Sz. Ürege (Gyurkó 1993), Felső táró 2. sz. ürege (Lénárt 1997), Kristály-barlang (Majoros 1986) és Kristály-bg. (Lénárt 1990) neveken is. 1998-ban volt először Esztramosi Felső-táró 2. sz. ürege néven említve a barlang az irodalmában.

## Kutatástörténet

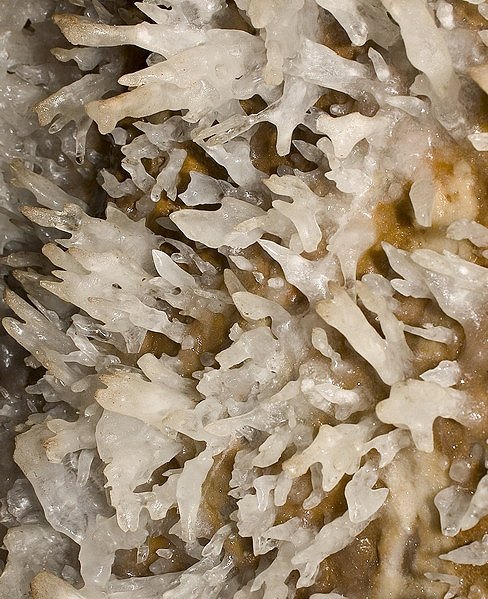
Ásványkiválás a barlangban

Vasbányászat során tárult fel az Esztramosi Felső-táró 2. sz. ürege. A vágatot, amelyből nyílik az üreg, 1949–1954 között hozták létre. 1986-ban jelent meg az a publikáció, amelyben először van ismertetve a barlang. A tanulmányban Kristály-barlang a neve. A publikáció alapján a 8 m hosszú barlang bejárata omlás következtében veszélyes lett. A tanulmányban lévő térképen látható a barlang földrajzi elhelyezkedése. A barlang felfedezésének körülményei nem ismertek.
Az 1990-ben Lénárt László által írt tanulmányban szerepel a terület törésrendszereit és barlangjait ábrázoló rajzon a barlang. Ebben a munkában ismertetve van a barlang néhány szóban, Felső táró 2. sz. ürege néven. A kézirat szerint az Esztramosi Felső-táró 2. sz. ürege 30 m hosszú és 8 m függőleges kiterjedésű. Turtegin Elek 1991-ben készült kézirata alapján a barlang 17 m hosszú volt akkor, amikor Turtegin Elek megvizsgálta. 1993. április 8-tól a környezetvédelmi és területfejlesztési miniszter 12/1993. (III. 31.) KTM rendelete szerint az Aggteleki-karsztvidéken lévő Esztramosi Felső Táró 2. Sz. Ürege fokozottan védett barlang. Különleges ásványképződményei miatt lett fokozottan védett barlang. A barlang Kraus Sándor által írt, 1993-ban készült barlangnyilvántartó lapján meg van említve, hogy a barlang kb. 30 m hosszú, kb. 5 m vízszintes kiterjedésű, kb. 8 m függőleges kiterjedésű és kb. 8 m magas.
A barlang az Aggteleki-karszt és a Szlovák-karszt többi barlangjával együtt 1995 óta a világörökség része. A barlang 1995-ben Sásdi László által kitöltött barlangkataszteri törzslapja szerint a barlang 8 m hosszú. 1998. május 5-én készült el a barlang alaprajz térképe és hosszmetszet térképe, amelyeket Nyerges Attila és Szabó Zoltán készített. 1998. május 14-től a környezetvédelmi és területfejlesztési miniszter 13/1998. (V. 6.) KTM rendelete szerint az Aggteleki Nemzeti Park Igazgatóság illetékességi területén található Esztramosi Felső-táró 2. sz. ürege az igazgatóság engedélyével látogatható.
2001 óta fokozottan védett barlang. 2001. május 17-től a környezetvédelmi miniszter 13/2001. (V. 9.) KöM rendeletének értelmében az Aggteleki-karsztvidék területén lévő Esztramosi Felső-táró 2. sz. ürege fokozottan védett barlang. Egyidejűleg a fokozottan védett barlangok körének megállapításáról szóló 1/1982. (III. 15.) OKTH rendelkezés hatályát veszti. A 2003-ban megjelent, Magyarország fokozottan védett barlangjai című könyv szerint az Esztramosi Felső-táró 2. sz. ürege 46 m hosszú, 23 m függőleges kiterjedésű és vízszintes kiterjedése 15 m.

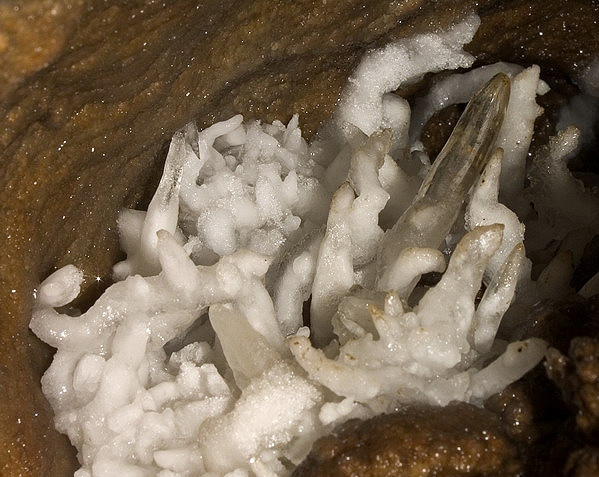
A barlangban található képződmény

A 2005-ben kiadott, Magyar hegyisport és turista enciklopédia című könyv Esztramosról szóló szócikkében szó van arról, hogy az Esztramosban számos (leginkább a bányászat következményeként feltárult) kisebb-nagyobb üreg található, amelyek közül négyet fokozott védelem alá helyeztek. A barlangok keletkezése főleg a karsztvízszint alatti (freatikus), a törések mentén a mélyből feláramló langyos és fentről beszivárgó hideg vizek oldó hatásának következménye. Jelentős mennyiségű és változatos formájú ásványkiválások alakultak ki a hegy kiemelkedésének és a Bódva bevágódásának hatására szárazzá vált üregekben. A barlangokat az Aggteleki-karszt és a Szlovák-karszt többi barlangjával együtt 1995-ben nyilvánították a Világörökség részévé.
2005. szeptember 1-től a környezetvédelmi és vízügyi miniszter 22/2005. (VIII. 31.) KvVM rendelete szerint az Aggteleki Nemzeti Park Igazgatóság működési területén található Esztramosi Felső-táró 2. sz. ürege a felügyelőség engedélyével látogatható. 2005. szeptember 1-től a környezetvédelmi és vízügyi miniszter 23/2005. (VIII. 31.) KvVM rendelete szerint az Aggteleki-karsztvidéken lévő Esztramosi Felső-táró 2. sz. ürege fokozottan védett barlang. 2005-ben az Ariadne Karszt- és Barlangkutató Egyesület készítette el fénykép-dokumentációját.
2007. március 8-tól a környezetvédelmi és vízügyi miniszter 3/2007. (I. 22.) KvVM rendelete szerint az Aggteleki Nemzeti Park Igazgatóság működési területén lévő Esztramosi Felső-táró 2. sz. ürege az igazgatóság engedélyével tekinthető meg. 2013. július 19-től a vidékfejlesztési miniszter 58/2013. (VII. 11.) VM rendelete szerint az Esztramosi Felső-táró 2. sz. ürege (Aggteleki Nemzeti Park Igazgatóság működési területe) az igazgatóság hozzájárulásával látogatható. 2015. november 3-tól a földművelésügyi miniszter 66/2015. (X. 26.) FM rendelete szerint az Esztramosi Felső-táró 2. sz. ürege (Aggteleki-karsztvidék) fokozottan védett barlang. 2021. május 10-től az agrárminiszter 17/2021. (IV. 9.) AM rendelete szerint az Esztramosi Felső-táró 2. sz. ürege (Aggteleki Nemzeti Park Igazgatóság működési területe) az igazgatóság engedélyével látogatható. A 13/1998. (V. 6.) KTM rendelet egyidejűleg hatályát veszti.

## Képgaléria

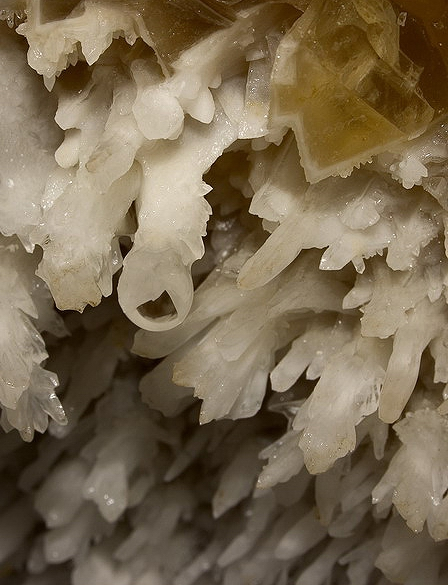
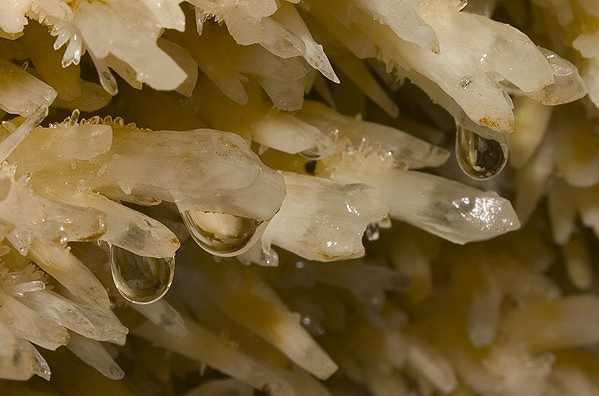
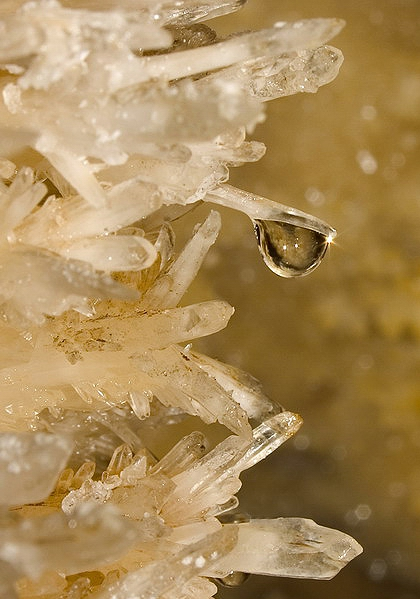
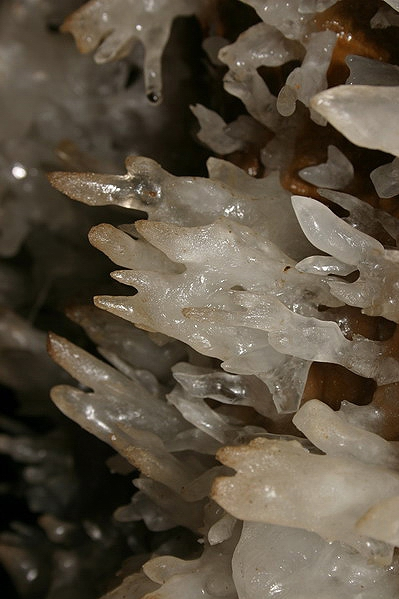
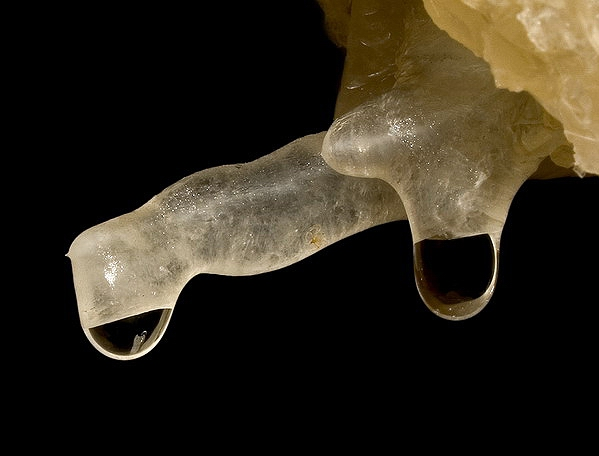

## További irodalom
- Turtegin Elek: Szakdolgozat. Kéziratrészletek, 1991. 96. old. (A kézirat részletei megtalálhatók a KvVM Barlang- és Földtani Osztályon.)